# Desmogerlachia papillifer
Desmogerlachia papillifer är en rundmaskart. Desmogerlachia papillifer ingår i släktet Desmogerlachia, och familjen Desmoscolecidae. Arten är reproducerande i Sverige.